# École centrale de Lyon
École centrale de Lyon (ECL) er et fransk ingeniør-institut tilknyttet Groupe Centrale og France AEROTECH.
45°46′59″N 4°46′10″Ø / 45.78306°N 4.76944°Ø
Instituttet blev oprettet i 1857 og har i dag omkring 1200 studerende.

## Internationalt samarbejde
Samarbejdsuniversiteter i Skandinavien:
- Kungliga Tekniska Högskolan i Stockholm (KTH)
- Lunds Tekniska Högskola (LTH)
- Norges teknisk-naturvitenskapelige universitet i Trondheim (NTNU)
- Tekniska Högskolan i Helsingfors (TKK)

## Berømte kandidat
- Paul-Émile Victor, fransk etnolog, polarforsker og opdagelsesrejsende